# Маэбаси (княжество)
Княжество Маэбасиа (яп. 前橋藩 Маэбаси-хан) — феодальное княжество (хан) в Японии позднего периода Эдо (1601—1871). Маэбаси-хан располагался в провинции Кодзукэ (современная префектура Гумма) на острове Хонсю.

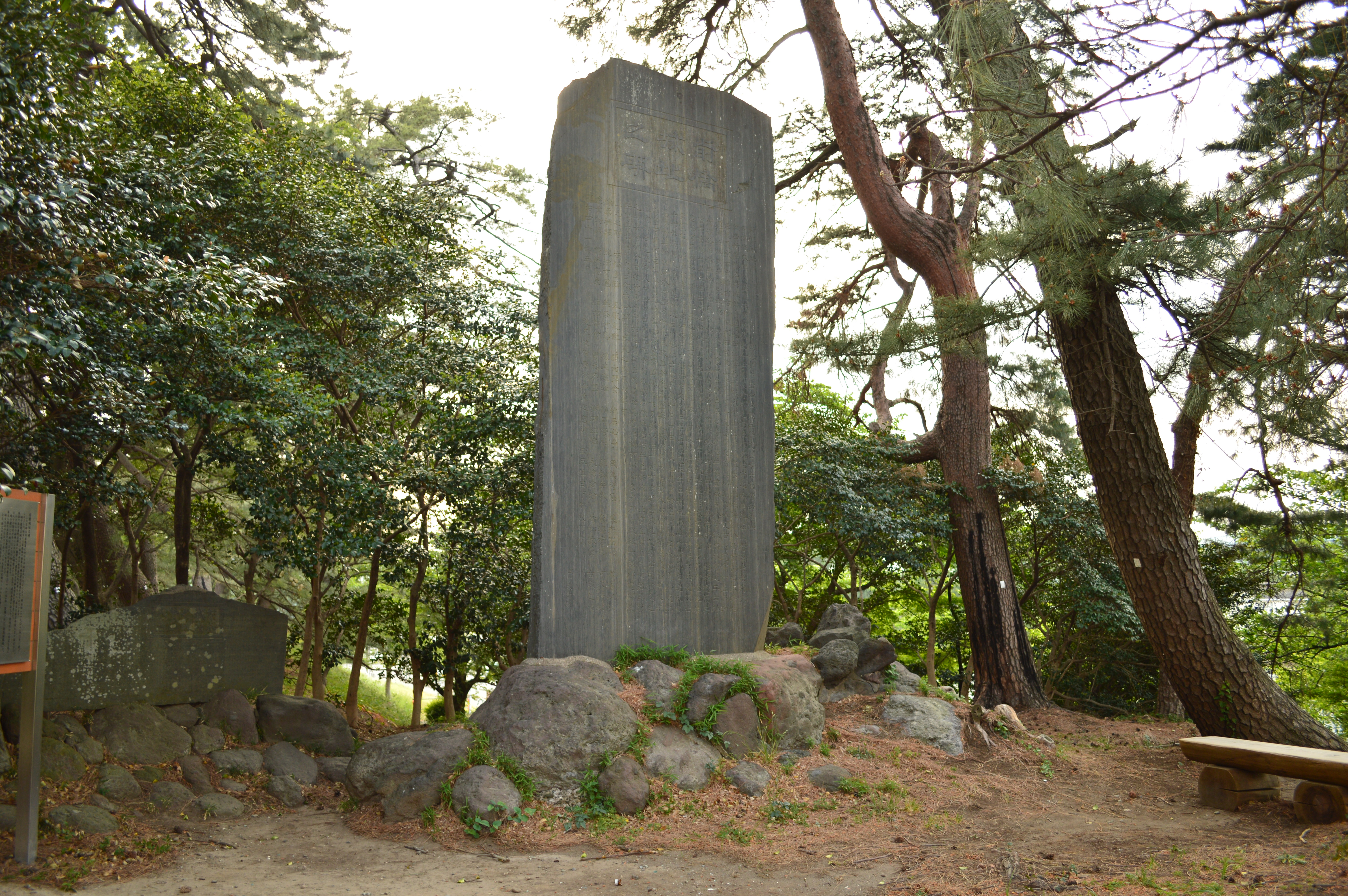
Памятник на местоположении замка Маэбаси, штаб-квартиры Маэбаси-хана

Административный центр хана: Замок Маэбаси в провинции Кодзукэ (современный город Маэбаси в префектуре Гумма).

## История
Замок Маэбаси был важной крепостью в период Сэнгоку на стратегическом стыке реки Тоне и главной дорогой из Эдо в провинции Этиго и Японского моря с дорогой Накасэндо, соединяющей Эдо и Киото. За этот район вели борьбу кланы Уэсуги, Такэда и Го-Ходзё.
После того, как в 1590 году регион Канто перешел под власть Токугава Иэясу, он передал район Маэбаси своему доверенному военачальнику, Хирайве Тикаёси (1542—1611), с доходом 33 000 коку. После установления сёгуната Токугава Хирайва Тикаёси был переведен в замок Кофу. Маэбаси-хан был передан Сакаи Сигэтаде (1549—1617), который ранее правил в Кавагоэ-хане (1590—1601). Представители клана Сакаи владели Маэбаси-ханом в течение девяти поколений с 1601 по 1749 год, в течение которых кокудара княжества была увеличена до 150 000 коку. Сакаи Тадаё (1572—1636), 2-й даймё Маэбаси-хана, и Саки Тадакиё (1624—1681), 4-й даймё Маэбаси-хана, занимали посты тайро в сёгунской администрации. В 1749 году Сакаи Тададзуми (1710—1772), 9-й даймё Миэбаси-хана, был переведен в Химэдзи-хан в провинции Харима.
В 1749—1767 годах Маэбаси-ханом управлял Мацудайра Томонори (1738—1768), представитель ветви Мацудайра из провинции Этидзэн, ранее правивший в Химэдзи-хане (1748—1749). В 1767 году из-за эрозии почв и частых наводнений Мацудайра Томонори переместил свою резиденцию из замка Маэбаси в замок Кавагоэ. Маэбаси-хан был включен в состав княжества Кавагоэ.
В период Бакумацу благодаря торговле шелком начался рост благосостояние и повысилось экономическое значение Маэбаси. Местные жители обратились с ходатайством к своему даймё с просьбой о его возвращении в замок Маэбаси. Сёгунат Токугава, считавший замок Маэбаси возможным убежищем в случае нападения европейских стран на Эдо, поддержал народное движение. В 1866 году было завершено строительство нового замка Маэбаси. В следующем 1867 году клан Мацудайра переехал обратно из Кавагоэ в Маэбаси. Во время Войны Босин Маэбаси-хан быстро перешел на сторону императорского правительства Мэйдзи.
В июле 1871 года Маэбаси-хан был ликвидирован. На территории бывшего княжества была создана префектура Маэбаси, которая позднее стала частью префектуры Гумма.

## Список даймё
| #                                                                             | Имя и годы жизни                              | Годы правления | Титул                                                  | Ранг                         | Кокудара                        |
| ----------------------------------------------------------------------------- | --------------------------------------------- | -------------- | ------------------------------------------------------ | ---------------------------- | ------------------------------- |
| Род Сакаи (фудай) 1601—1749                                                   |                                               |                |                                                        |                              |                                 |
| 1                                                                             | Сакаи Сигэтада (1549-1617) (яп. 酒井重忠)     | 1601-1617      | Кавати-но-ками (河内守)                                | Пятый нижний (従五 位下)     | 33,000 koku                     |
| 2                                                                             | Сакаи Тадаё (1572-1636) (яп. 酒井忠世)        | 1617-1636      | Ута-но-ками (雅楽頭); Jijū (侍従)                      | Четвертый нижний (従四 位下) | 33,000 -->52,000-->122,000 коку |
| 3                                                                             | Сакаи Тадаюки (1599-1636) (яп. 酒井忠行)      | 1636-1636      | Ава-но-ками (阿波守)                                   | Четвертый нижний (従四 位下) | 122,000-->152,000 коку          |
| 4                                                                             | Сакаи Тадакиё (1624-1681) (яп. 酒井忠清)      | 1636-1681      | Ута-но-ками (雅楽頭); Sakone-no-shōshō (左近衛少将)    | Четвертый нижний (従四 位下) | 152,000-->150,000 коку          |
| 5                                                                             | Сакаи Тадатака (1648-1720) (яп. 酒井忠挙)     | 1681-1707      | Ута-но-ками (雅楽頭)                                   | Четвертый нижний (従四 位下) | 150,000 коку                    |
| 6                                                                             | Сакаи Тадами (1667-1708) (яп. 酒井忠相)       | 1707-1708      | Ута-но-ками (雅楽頭)                                   | Четвертый нижний (従四 位下) | 150,000 коку                    |
| 7                                                                             | Сакаи Тикаёси (1694-1733) (яп. 酒井親愛)      | 1708-1720      | Ута-но-ками (雅楽頭)                                   | Четвертый нижний (従四 位下) | 150,000 коку                    |
| 8                                                                             | Сакаи Тикамото (1705-1731) (яп. 酒井親本)     | 1720-1731      | Ута-но-ками (雅楽頭); Jijū(侍従)                       | Четвертый нижний (従四 位下) | 150,000 коку                    |
| 9                                                                             | Сакаи Тададзуми (1710-1772) (яп. 酒井忠恭)    | 1731-1749      | Ута-но-ками(雅楽頭); Sakone-no-shōshō (左近衛少将)     | Четвертый нижний (従四 位下) | 150,000 коку                    |
| Род Мацудайра (фудай) 1749—1767; 1867—1871                                    |                                               |                |                                                        |                              |                                 |
| 1                                                                             | Мацудайра Томонори (1738-1768) (яп. 松平朝矩) | 1749-1767      | Ямато-но-ками (大和守)                                 | Четвертый нижний (従四位下)  | 150,000 коку                    |
| В 1767—1867 годах резиденция была перенесена в Кавагоэ-хан в провинции Мусаси |                                               |                |                                                        |                              |                                 |
| 1                                                                             | Мацудайра Наокацу (1840-1897) (яп. 松平直克)  | 1867-1869      | Ямато-но-ками (大和守) ; Sakone-no-shōshō (左近衛少将) | Четвертый нижний (従四位下)  | 170,000 коку                    |
| 2                                                                             | Мацудайра Наоката (1858-1907) (яп. 松平直方)  | 1869-1871      | нет                                                    | нет                          | 170,000 коку                    |

## Галерея

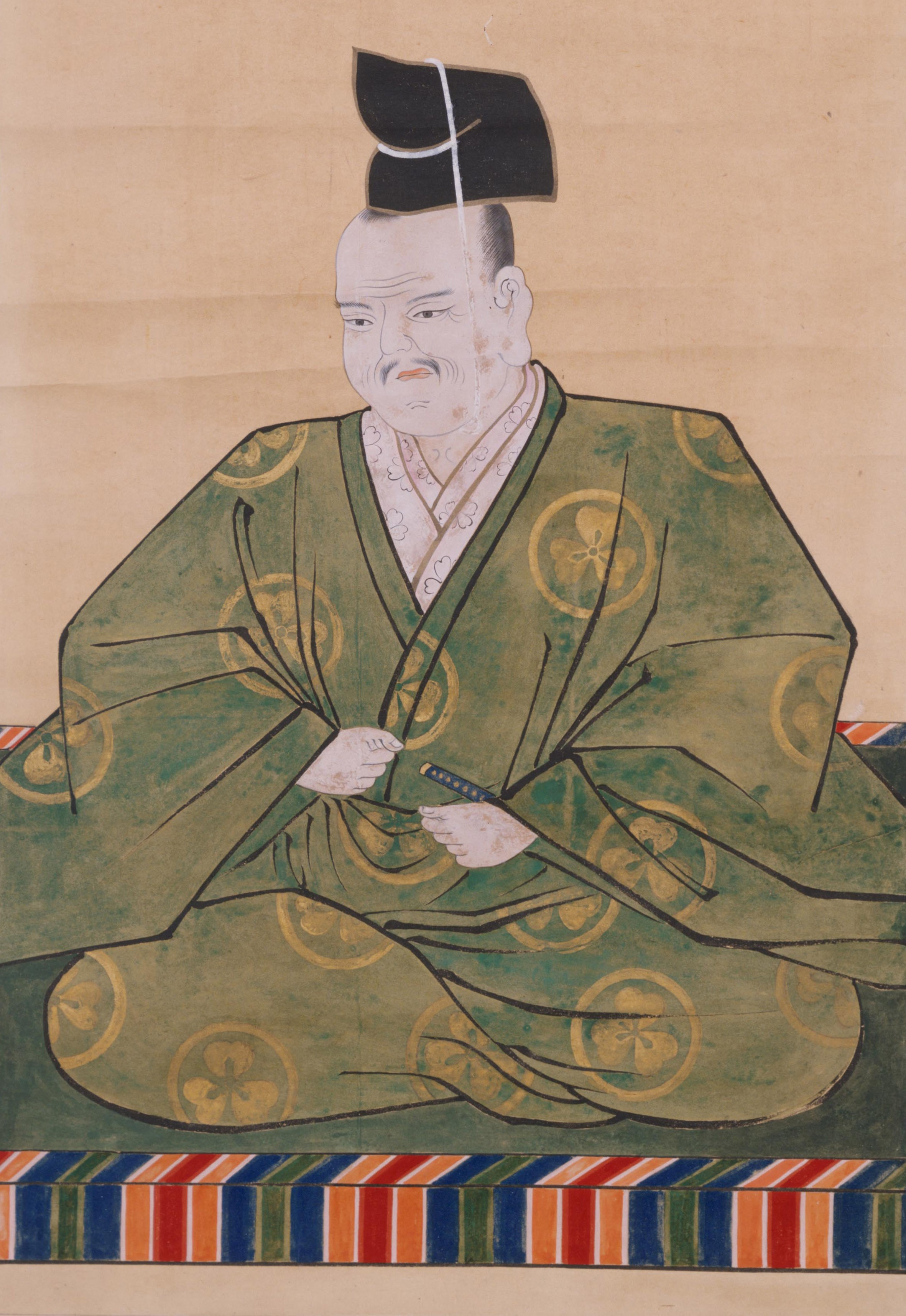
Сакаи Сигэтада, 1-й даймё Маэбаси-хана (1601-1617)
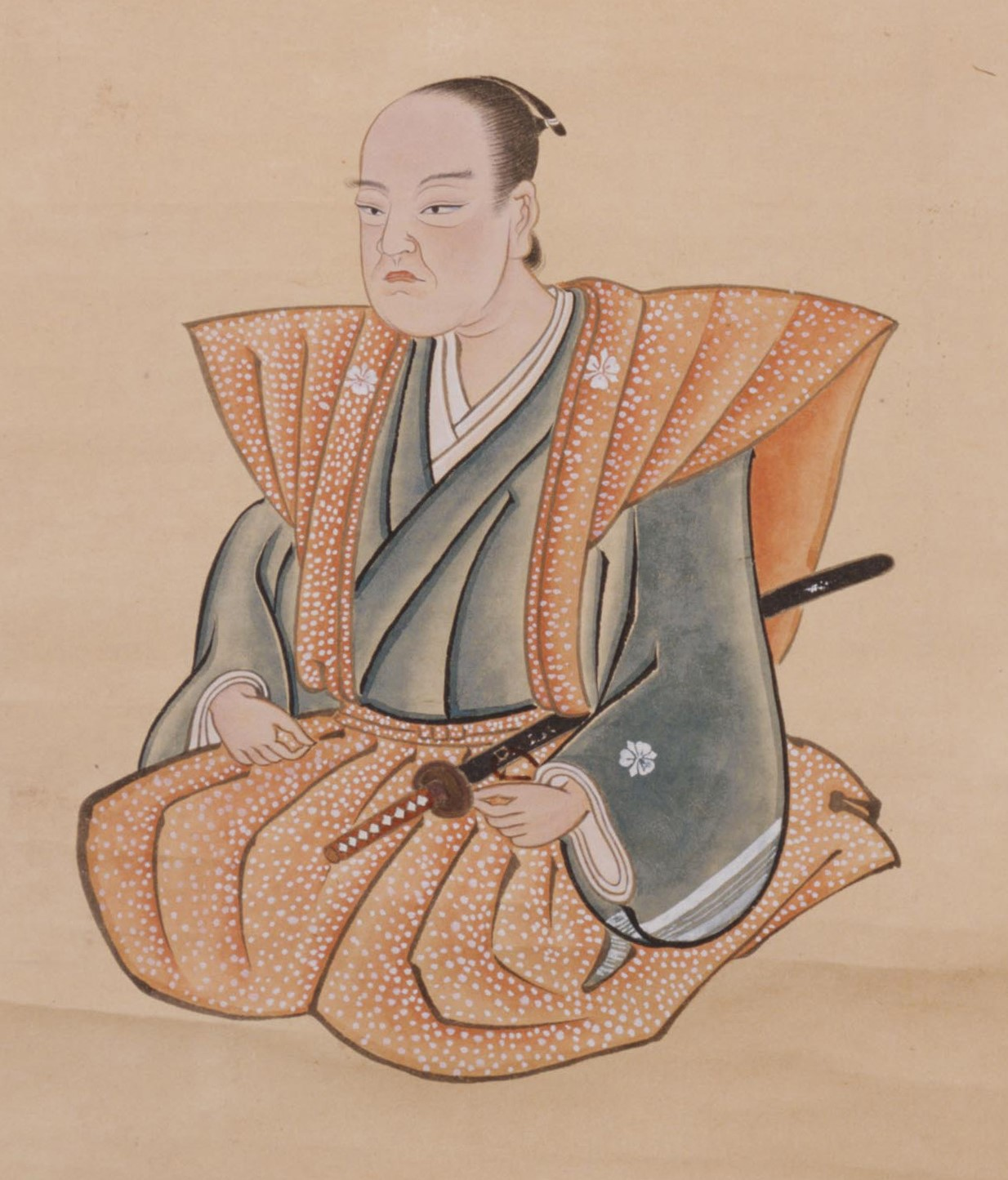
Сакаи Тадаё, 2-й даймё Маэбаси-хана (1617-1636)
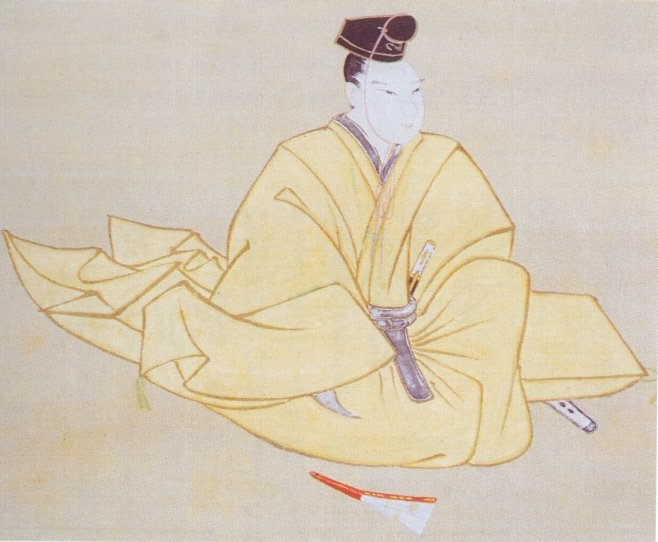
Сакаи Тададзуми, 9-й даймё Маэбаси-хана (1731-1749)
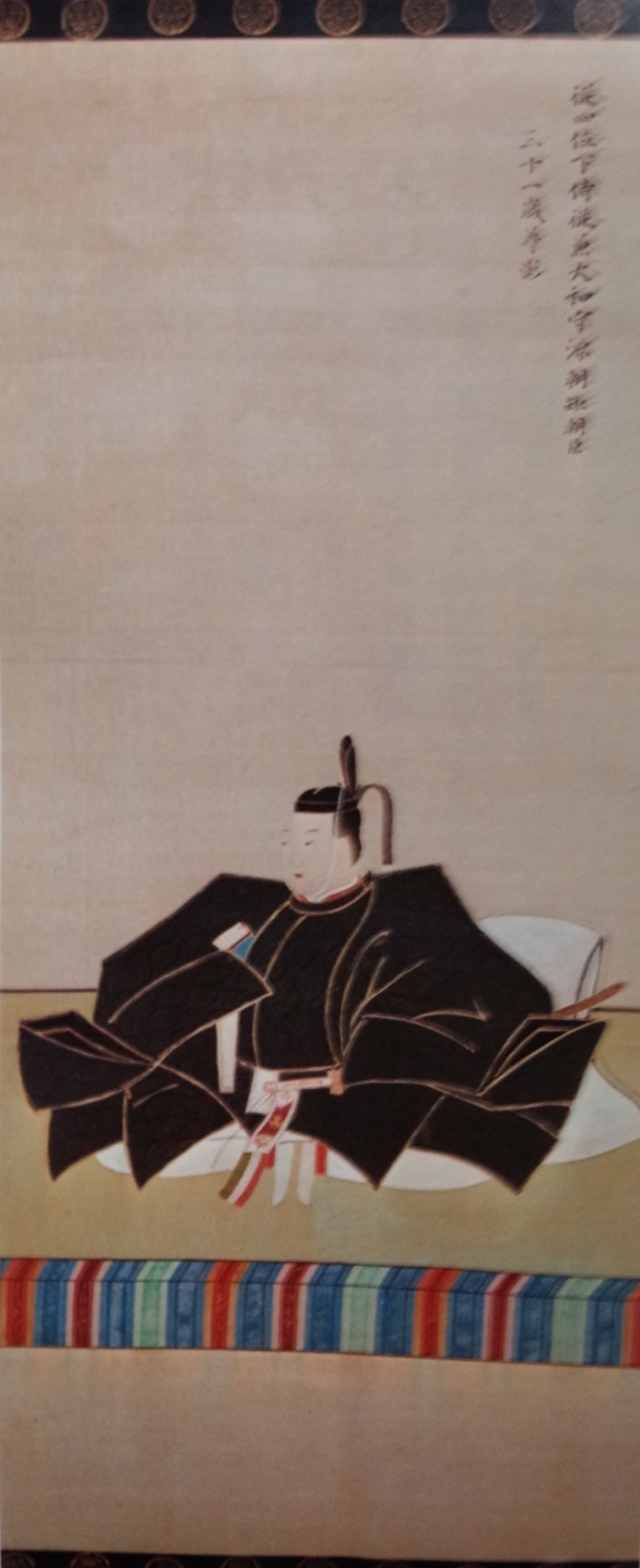
Мацудайра Томонори (1738-1768), 1-й даймё Маэбаси-хана (1749-1767)
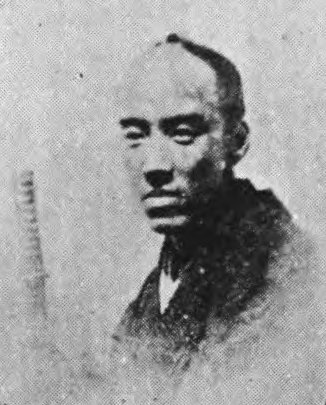
Мацудайра Наокацу, первый даймё Маэбаси-хана (1867-1869)
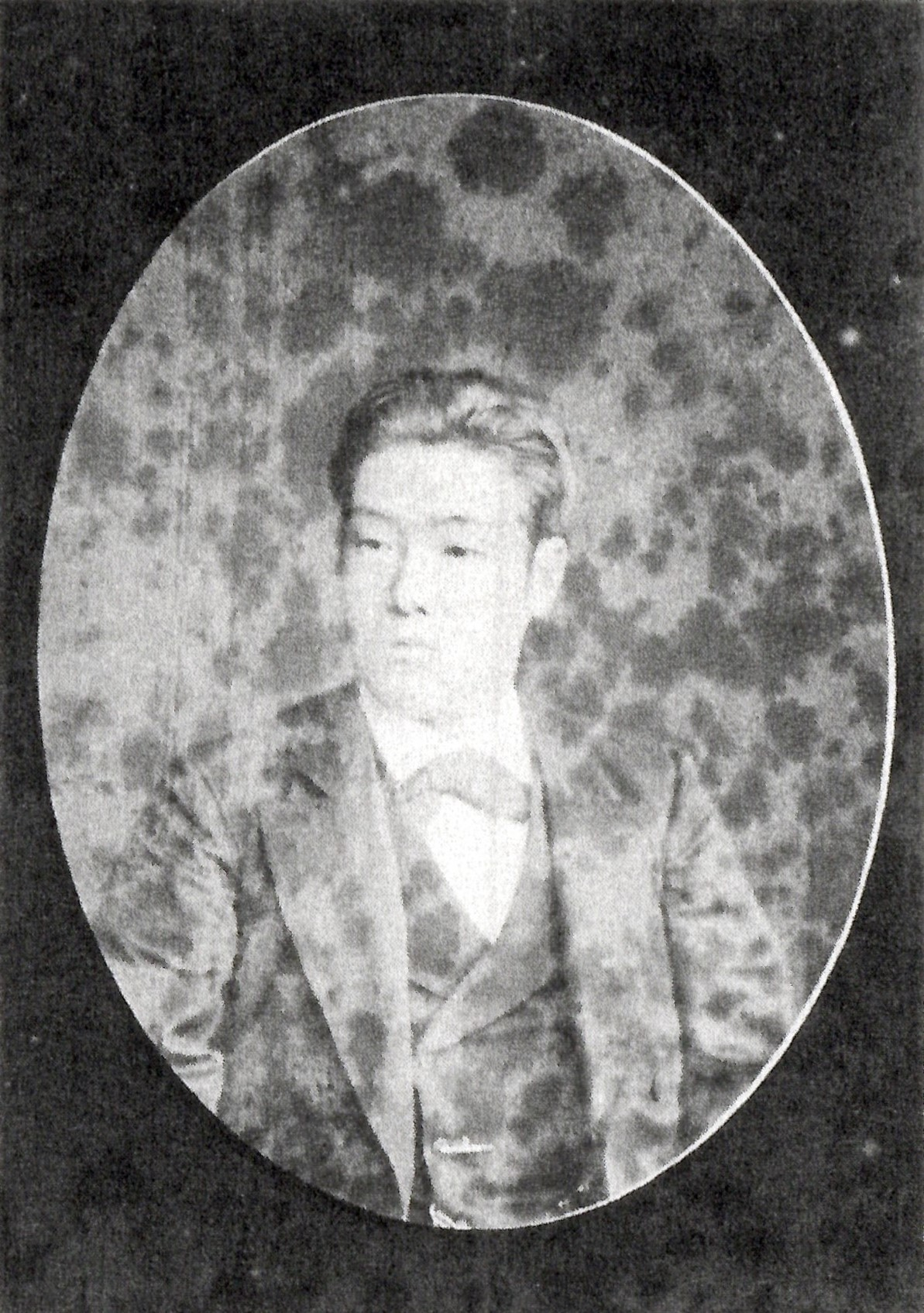
Мацудайра Наоката, последний (2-й) даймё Маэбаси-хана (1869-1871)